# San Juan Bautista
För andra betydelser, se San Juan Bautista (olika betydelser).

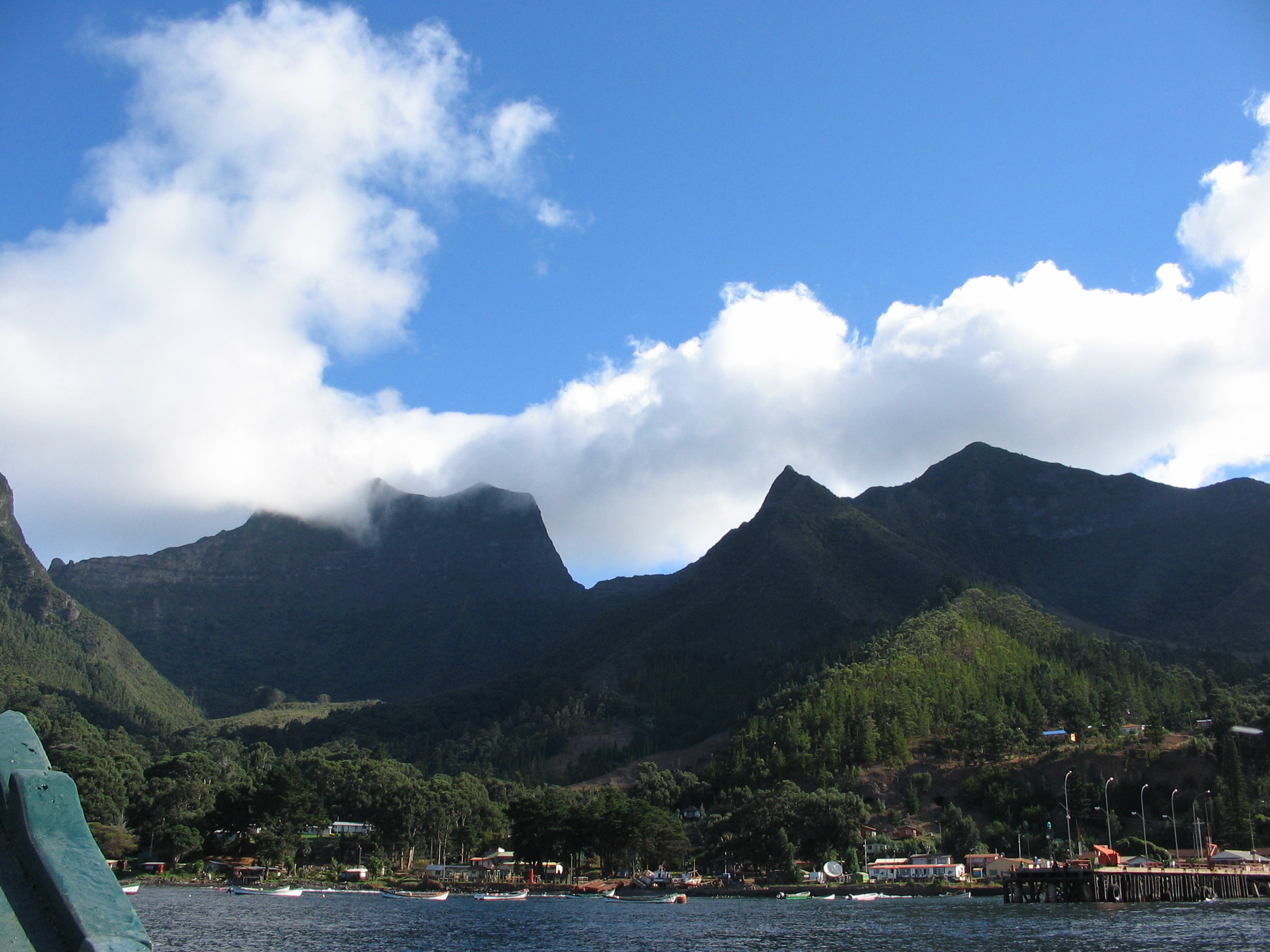
San Juan Bautista

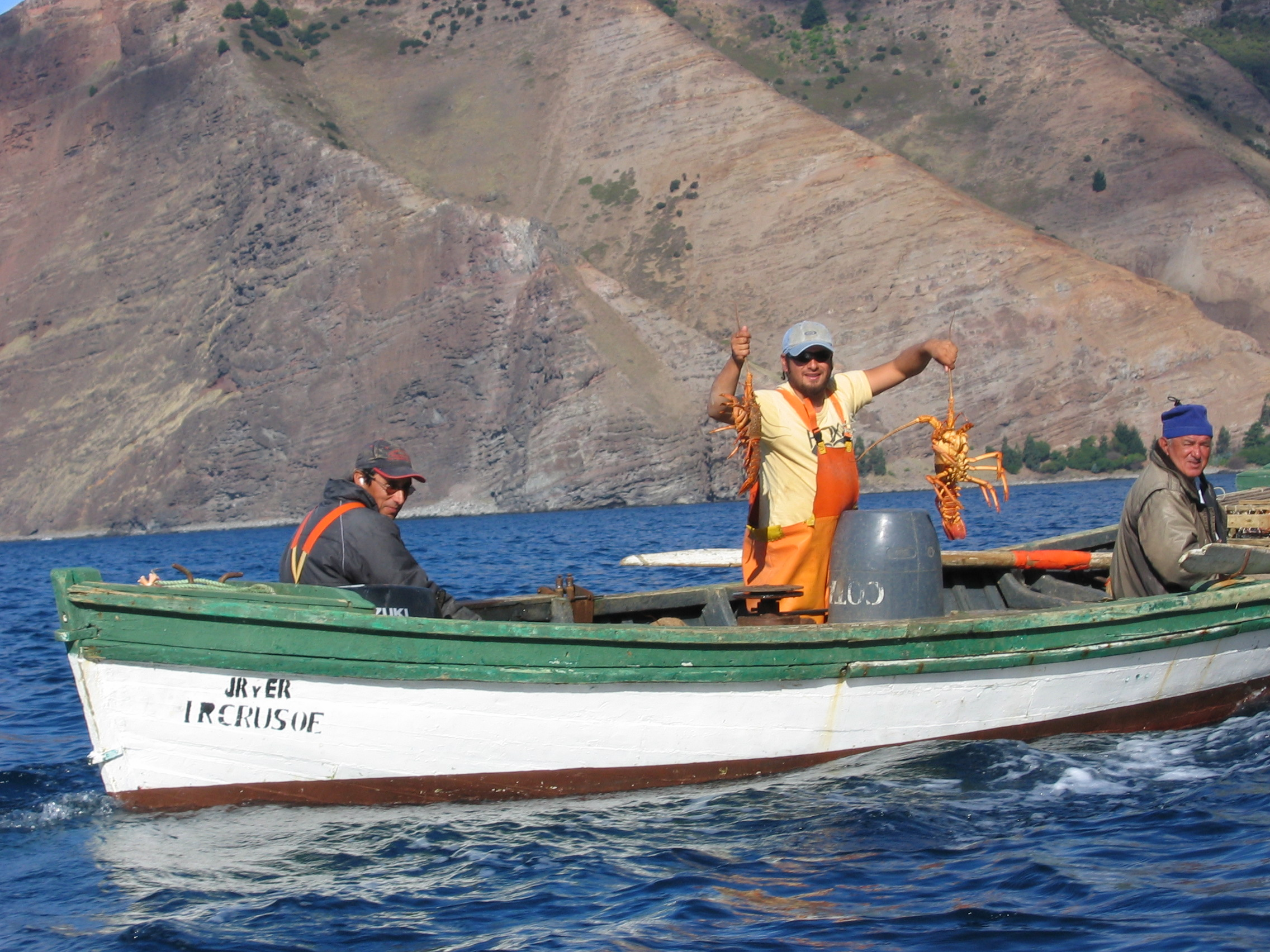
Langustfiske utanför San Juan Bautista

San Juan Bautista är huvudort i den chilenska ögruppen Juan Fernández-öarna i sydöstra Stilla havet.

## Staden
San Juan Bautista är förutom huvudort i den egna "comuna" (kommun) även det enda samhället på Juan Fernandezöarna. Den ligger på Robinson Crusoeön norra kust vid "Cumberland Bay". Staden har ca 600 invånare (2002) och en yta på ca 0,31 km². De geografiska koordinaterna är.
Centrum utgörs av huvudgatan som utgår från den lilla hamnen. Hamnen är utgångspunkt för det ekonomiskt viktiga langustfisket. Staden har förutom några förvaltningsbyggnader även några gästhus men saknar såväl bank som sjukhus. Det finns tillgång till telefon och internet via satellit.
Staden är även utgångspunkt för alla turister som besöker ön.
Lite utanför staden ligger "el Fuerte Santa Bárbara", ett gammalt spanskt fort från mitten på 1700-talet. På vägen mot fortet kommer man också till El Mirador Alejandro Selkirk som leder till utsiktsplatsen där Alexander Selkirk, förebilden till Robinson Crusoe, åren 1704 till 1709 höll utkik efter fartyg.
Öns har en liten oasfalterad flygplats för lokalt flyg (flygplatskod finns ej) som förbinder ön med "Los Cerrillos" i Santiago.

## Historia
Staden grundades redan 1877 efter att den fd österrikisk-ungerske officeren baron Alfredo Von Rodt anlände året innan med 64 människor och började att kolonisera ön.
1905 var befolkningen uppe i ca 122 personer fördelade på 22 familjer och flera nationaliteter .
"Fuerte Santa Barbara" byggd 1749 som försvarsanläggning mot pirater renoverades 1974 och utsågs 1979 till historiskt monument.
Den 8 oktober 1986 mottogs de första tv-sändningarna  via satellit.